# 자수 책거리 병풍
자수 책거리 병풍(刺繡 冊巨里 屛風)은 부산광역시 수영구에 있는 병풍이다. 2006년 11월 25일 부산광역시의 유형문화재 제74호로 지정되었다.

## 개요
본 작품은 제작 연대가 19세기 중반 이후로 추정되나 책가도의 내용 구성이 우수하고 자수 기법이 다양하며 명주실의 나염 상태는 격조가 높다. 더욱이 수본으로 제작되어 군더더기 없이 정제되어 있으며, 8폭의 그림에 각각 나름대로의 뜻을 가지고 있는 등 문화재적 가치가 높은 작품이다. 

## 참고 자료
- 자수책거리병풍 - 국가유산청 국가유산포털